# Basilica dell'Osservanza
La basilica di San Bernardino da Siena, più conosciuta come basilica dell'Osservanza (dall'antico nome dell'Ordine dei Frati Minori, cui essa è affidata), è un luogo di culto cattolico che sorge a Siena sul colle della Capriola, in cui dimorò san Bernardino, ed è la più importante delle chiese fuori della città.

## Storia
Il convento fu fondato nel 1403 dal Beato Giovanni da Stroncone.
I documenti indicano un capitolo tenutosi nel 1474 a S. Lucchese di Poggibonsi, del cui verbale rimane una relazione sui criteri fissati per l’ampliamento della pre-esistente chiesetta, e una valutazione del progetto nel 1476, anno a cui si fa oggi risalire la costruzione della chiesa. La costruzione si concluse negli anni '90 del secolo. Probabilmente il progetto fu di Francesco di Giorgio Martini con la probabile collaborazione di Giacomo Cozzarelli che intervenne soprattutto nelle fasi finali. Il convento fu ampliato in più fasi: oltre il 1495 dal Magnifico despota Pandolfo Petrucci al cui servizio continuò a lavorare proprio il Cozzarelli, e oltre il 1505 da fra Timoteo de' Medici.
Costruito seguendo i dettami dello Stile della Rinascenza, il primitivo complesso venne danneggiato durante l'assedio di Siena del 1554 e dopo essere stato ricostruito in epoca barocca subì un pesante intervento di restauro tra il 1922 e il 1932. La chiesa conventuale venne elevata alla dignità di basilica minore nel 1924.
Durante la seconda guerra mondiale venne quasi totalmente distrutto dai bombardamenti americani il 23 gennaio 1944, ma nel dopoguerra un ambizioso progetto di ricostruzione, sotto la direzione dell'architetto Egisto Bellini, riuscì a ridare alla basilica l'aspetto originale grazie a fotografie e testimonianze dei frati del convento; la chiesa venne riconsacrata e aperta al culto nel 1949.

## Descrizione

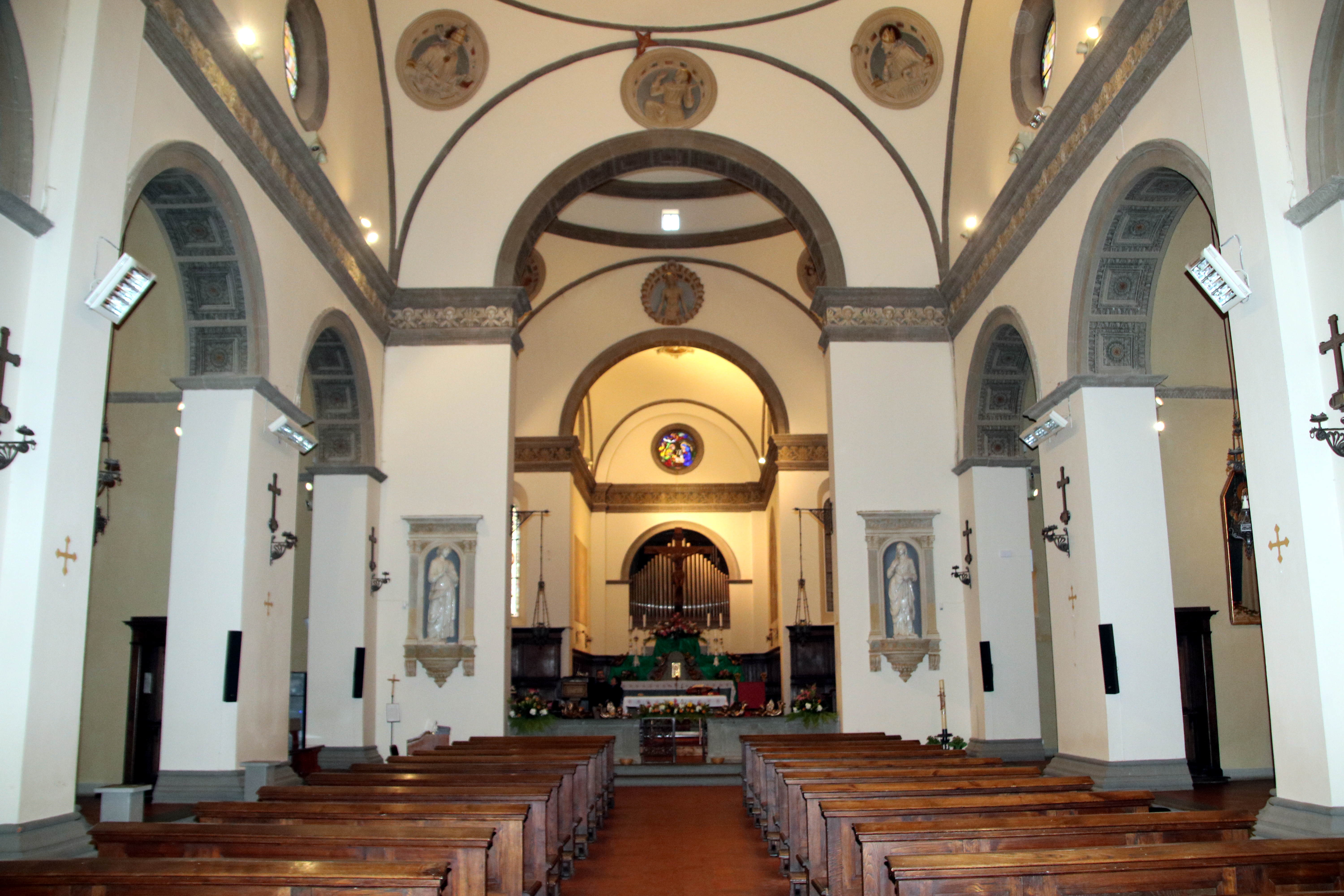
Interno verso il presbiterio

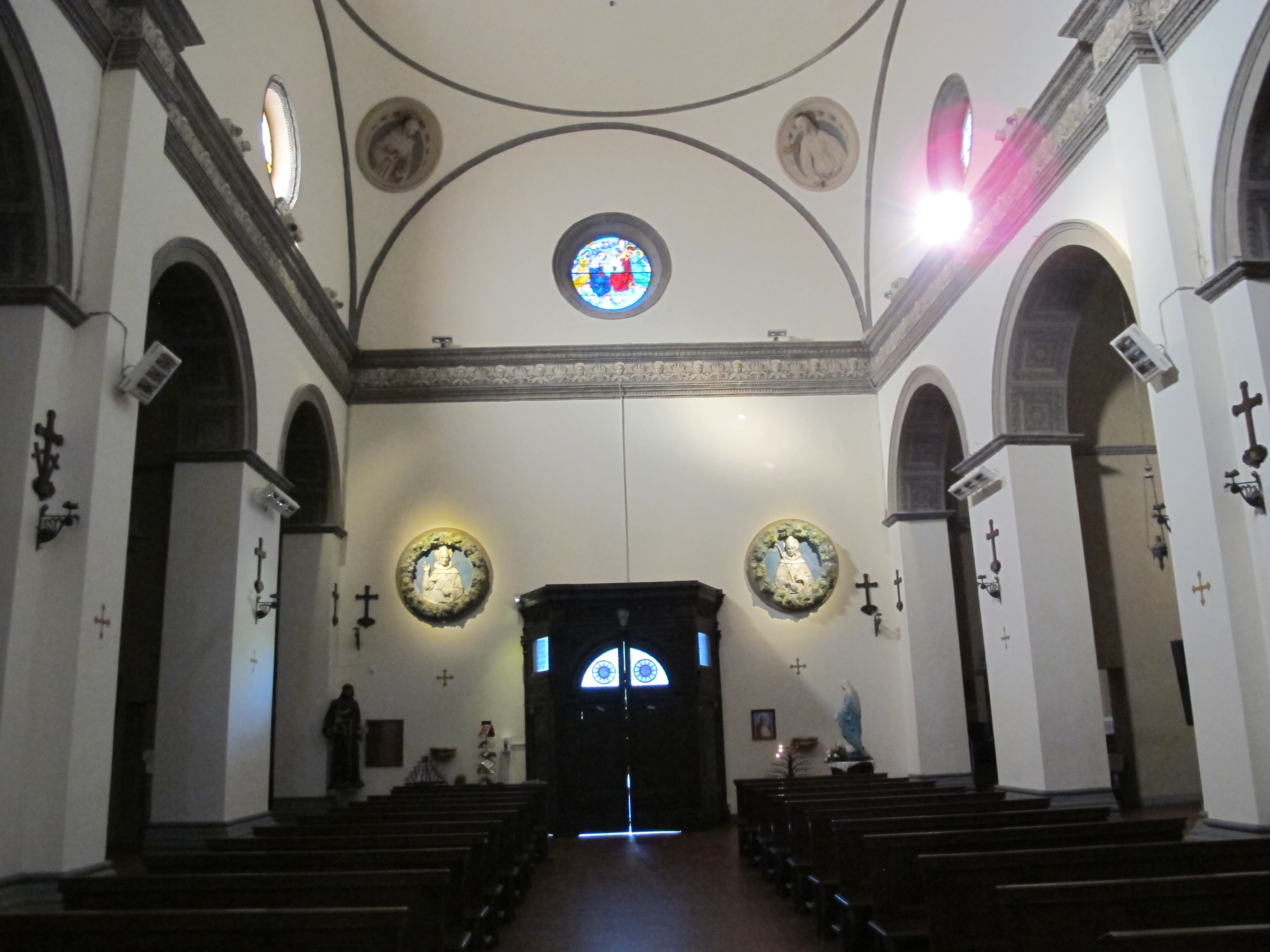
Interno verso la controfacciata

L'esterno della basilica, caratterizzato dal paramento murario integralmente in cotto, è dominato dalla cupola (con alto tamburo cilindrico privo di aperture e lanterna) e dalla torre campanaria, del XVII secolo, all'interno della cui cella è alloggiato un concerto di quattro campane. La facciata è a capanna, e termina con un timpano triangolare poco slanciato poggiante su un alto cornicione; al centro del prospetto si apre un rosone circolare strombato, mentre l'unico portale d'accesso dà sotto il portico, con tetto a spiovente sorretto da pilastri quadrangolari anch'essi in cotto.
Internamente, la basilica si presenta in sobrie forme rinascimentali, con pareti intonacate di bianco ed elementi decorativi e strutturali in pietra serena. La navata si compone di due campate, coperte con volta a vela; su ciascuna di esse si aprono due cappelle per lato, e nella parete di fondo dell'ultima l'arcata a tutto sesto (più stretta) che dà accesso al presbiterio.
In controfacciata sono due tondi in terracotta invetriata con San Ludovico di Tolosa e San Bonaventura di Andrea della Robbia.  
La prima cappella destra custodisce un affresco di Giomo del Sodoma e terminato da Bartolomeo Neroni, proveniente dalla Cappella della Croce vicino al convento. Nella seconda cappella di destra è un gruppo scultoreo con il Compianto su Cristo morto tra Santi di Giovanni di Paolo Neri (XVI secolo), mentre nella terza è il trittico con la Madonna col Bambino e i santi Girolamo e Bernardino (seconda metà del XV secolo) di Sano di Pietro, autore anche del trittico nella cappella seguente con la Madonna col Bambino e i Santi Ambrogio e Girolamo (1436).
Alla base dell'arco trionfale sono, entro nicchie, dalle figure dell'Angelo Annunciante e dell'Annunciata in terracotta invetriata di Andrea della Robbia. Il presbiterio è a pianta quadrata ed è sormontato dalla cupola e termina con l'abside quadrangolare, ove trova luogo l'organo a canne Mascioni opus 708 (1955); al di sotto della cupola, al centro, vi è l'altare maggiore, sormontato da un moderno Crocifisso ligneo.
La quarta cappella sinistra ospita un polittico di Andrea di Bartolo (facente parte di un'opera smembrata) raffigurante numerosi santi tra i quali, negli scomparti maggiori, San Giovanni Battista, San Francesco d'Assisi, San Pietro e San Giovanni evangelista (1413). L'Assunzione di Maria della seconda cappella di sinistra è un'altra opera di Andrea della Robbia.
Al di sotto della chiesa vi è la cripta, con orientamento inverso rispetto al soprastante luogo di culto, che ospita il sepolcreto della famiglia Petrucci, che ospita anche le spoglie mortali di Pandolfo.
Alla destra della basilica si sviluppa il complesso conventuale. Questo si articola intorno a tre chiostri, dei quali quello maggiore risalente all'ultimo quarto del XVII secolo, con al centro una vera da pozzo settecentesca; il più antico è il chiostro meridionale, attualmente privo dell'ala meridionale, sul quale si affaccia la cosiddetta loggia di Pandolfo. Nel refettorio si trova una grande tela di Francesco Franci raffigurante l'Ultima Cena (1710), mentre sull'altare della sacrestia vi è un gruppo scultoreo in terracotta policroma raffigurante il Compianto su Cristo morto di Giacomo Cozzarelli (XV-XVI secolo). Attiguo a quest'ultima, vi è l'ambiente all'interno del quale è stato allestito il museo dedicato a Aurelio Castelli, che ospita varie opere tra cui l'affresco staccato di Girolamo di Benvenuto con il Giudizio universale (inizi del XVI secolo, già nella cripta), la testa del Crocifisso di Lando di Pietro già sull'altare maggiore (1388), quasi completamente distrutto dal bombardamento del 1944, e il reliquiario di san Bernardino da Siena (metà del XV secolo).

## Galleria d'immagini

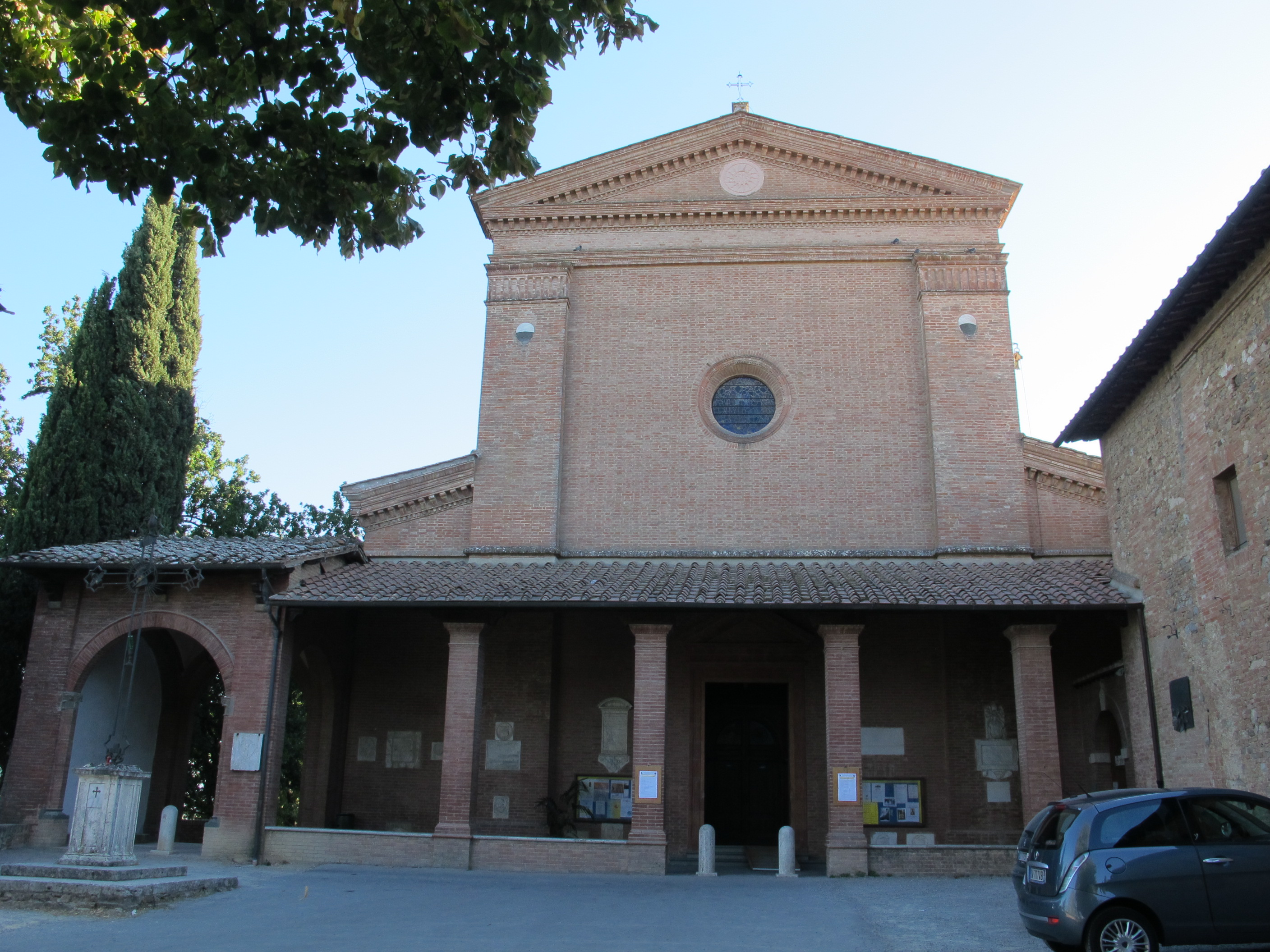
Facciata
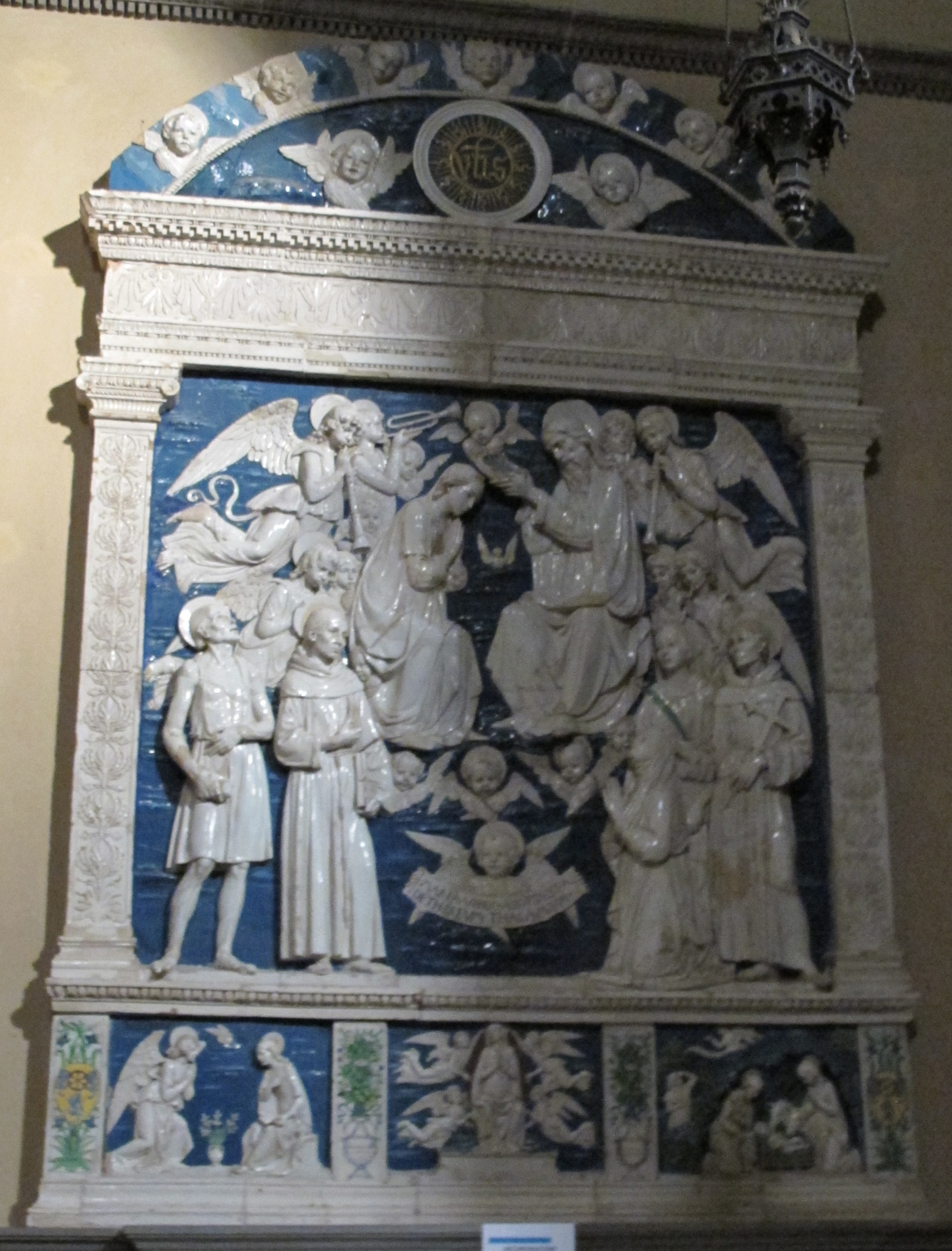
Assunzione di Andrea della Robbia
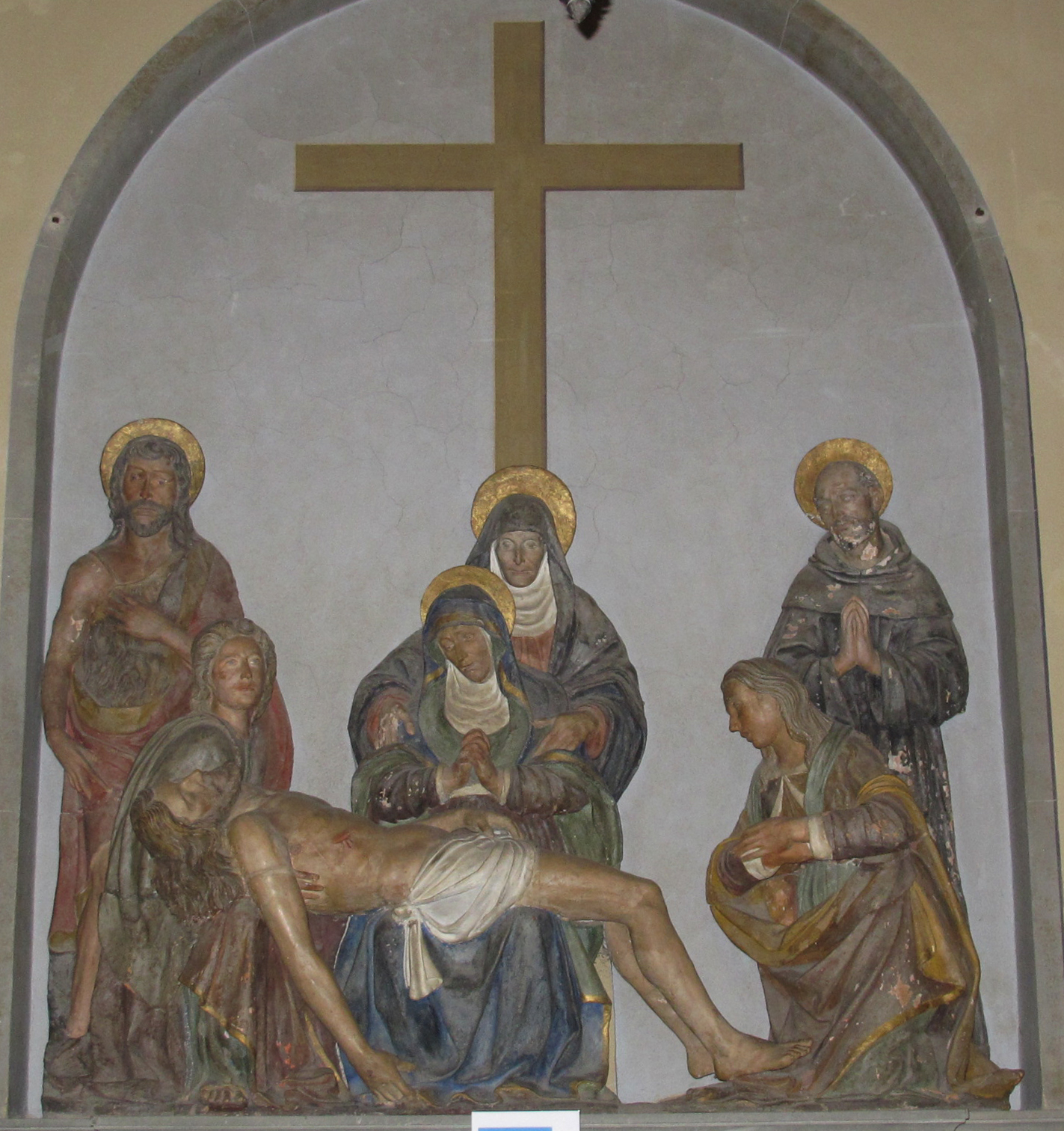
Compianto su Cristo e santi di Giovanni di Paolo Neri
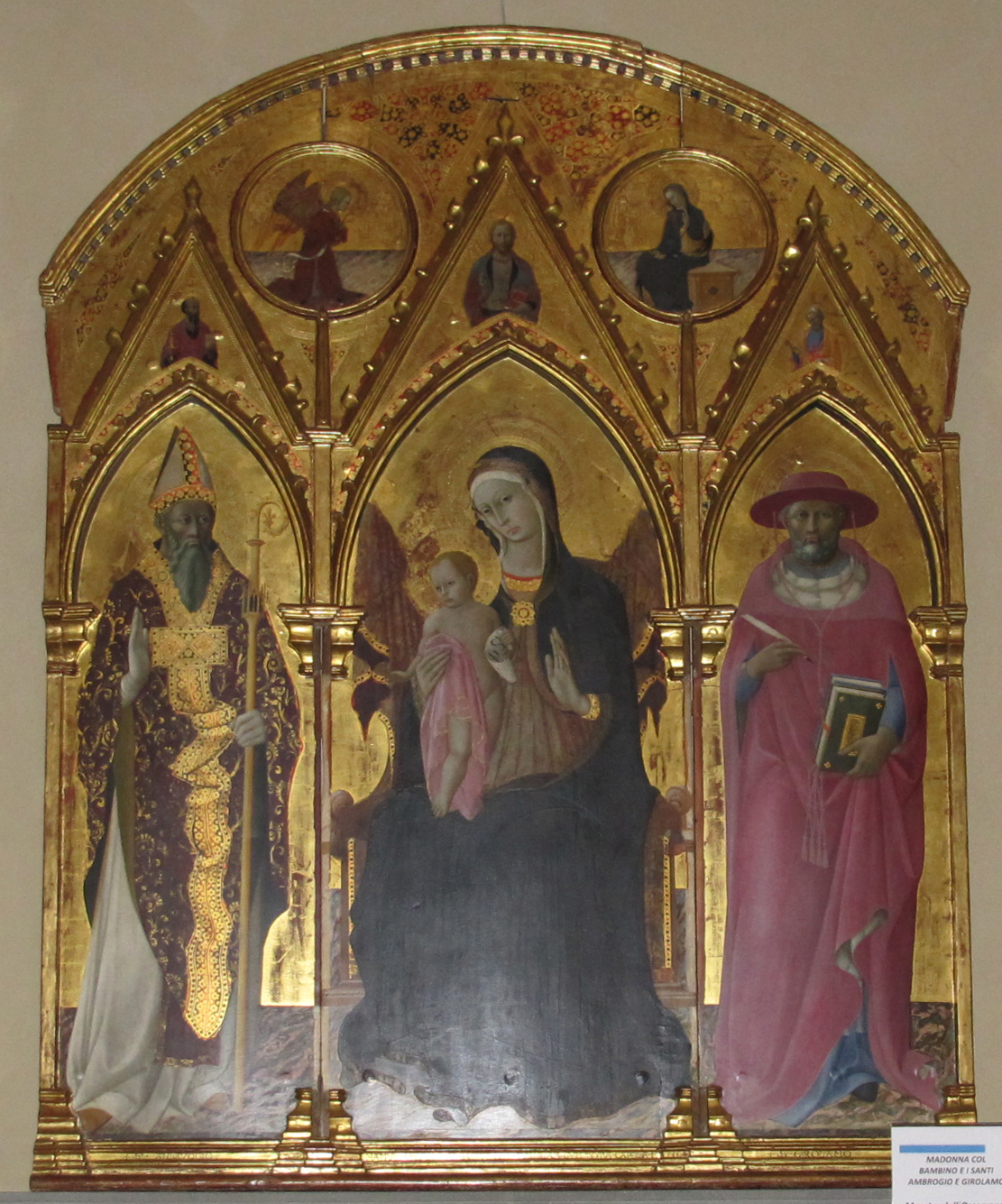
Madonna col Bambino tra i santi Ambrogio e Girolamo di Sano di Pietro
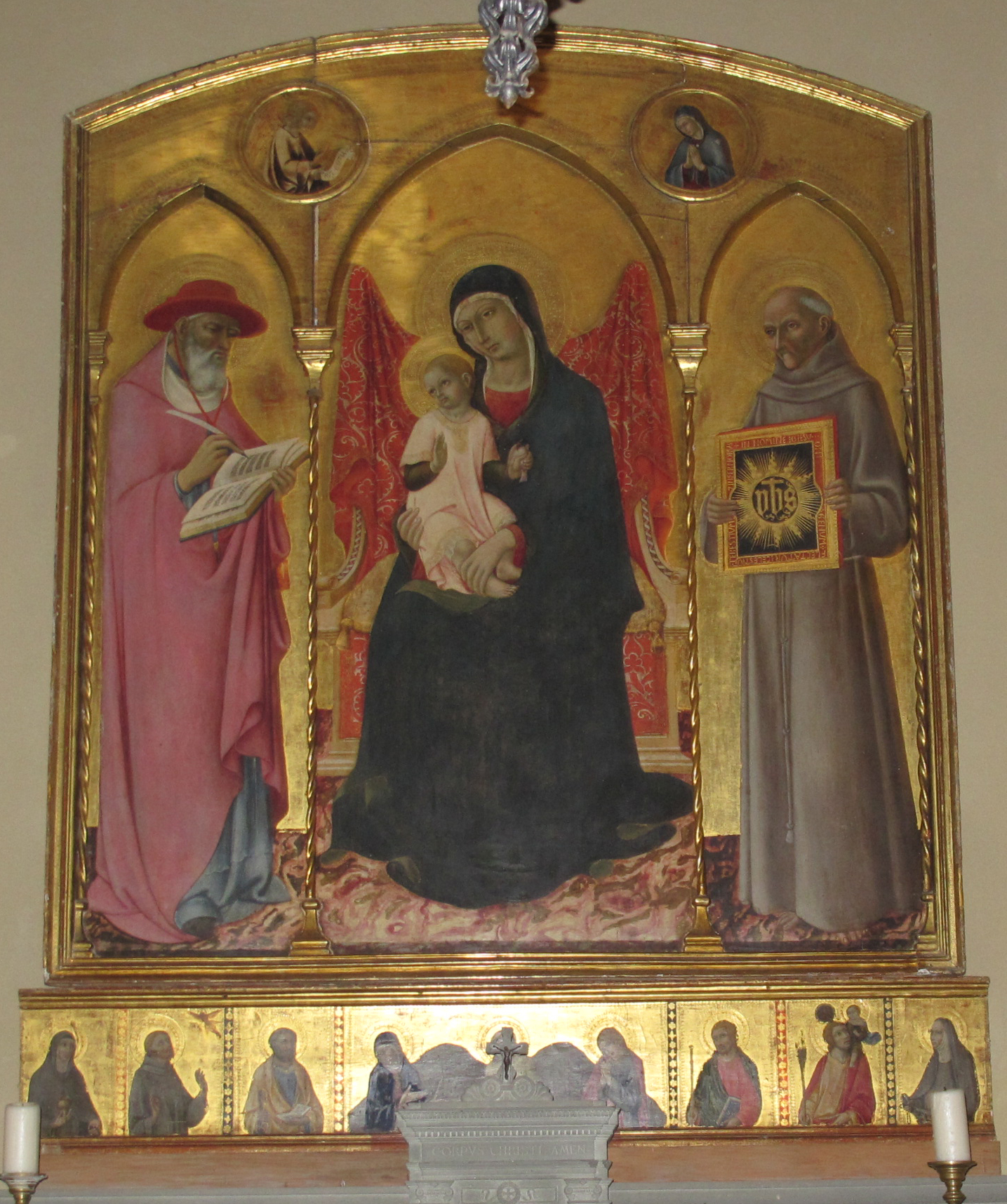
Madonna col Bambino tra i santi Girolamo e Bernardino di Sano di Pietro
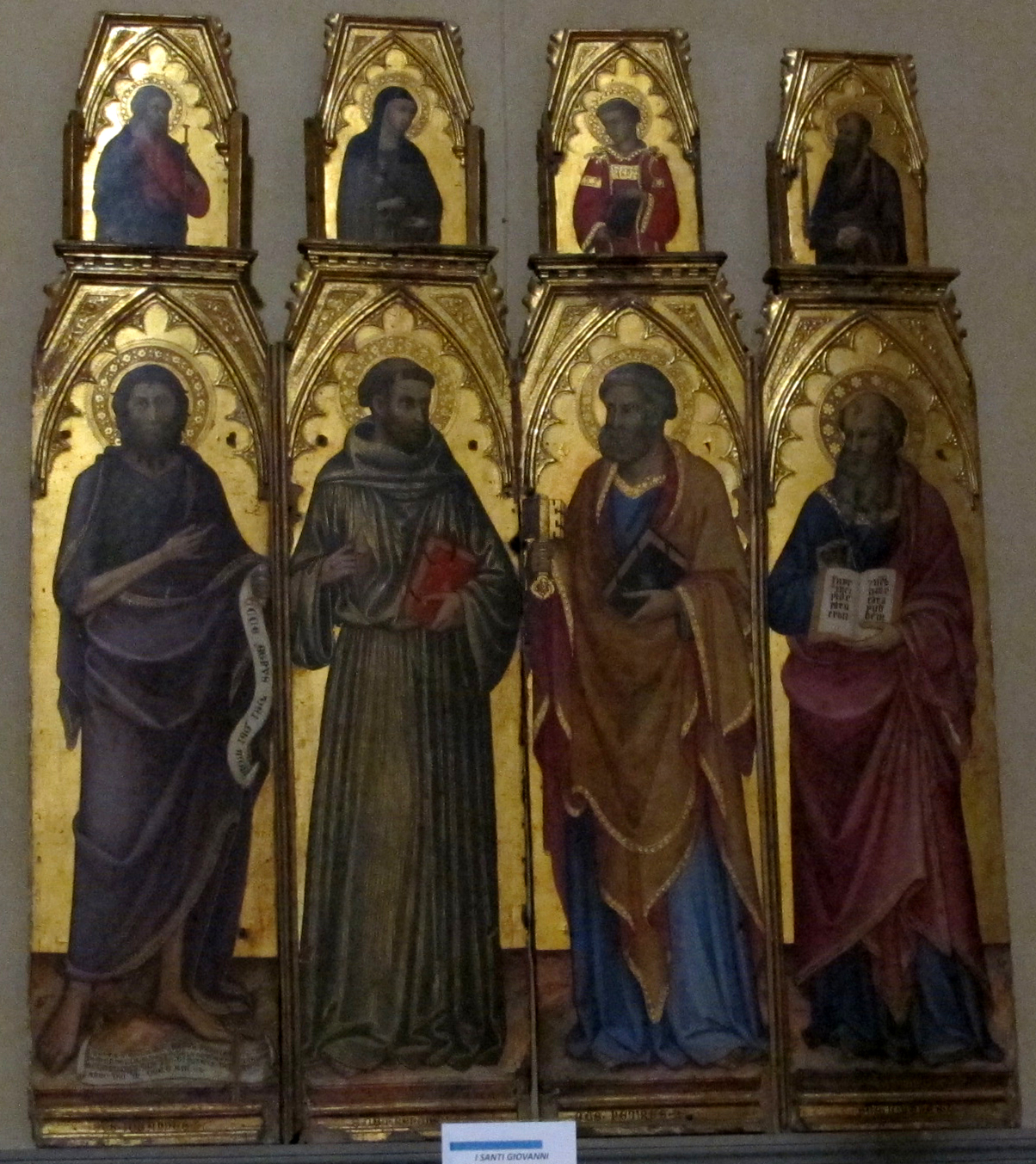
Polittico di Andrea di Bartolo
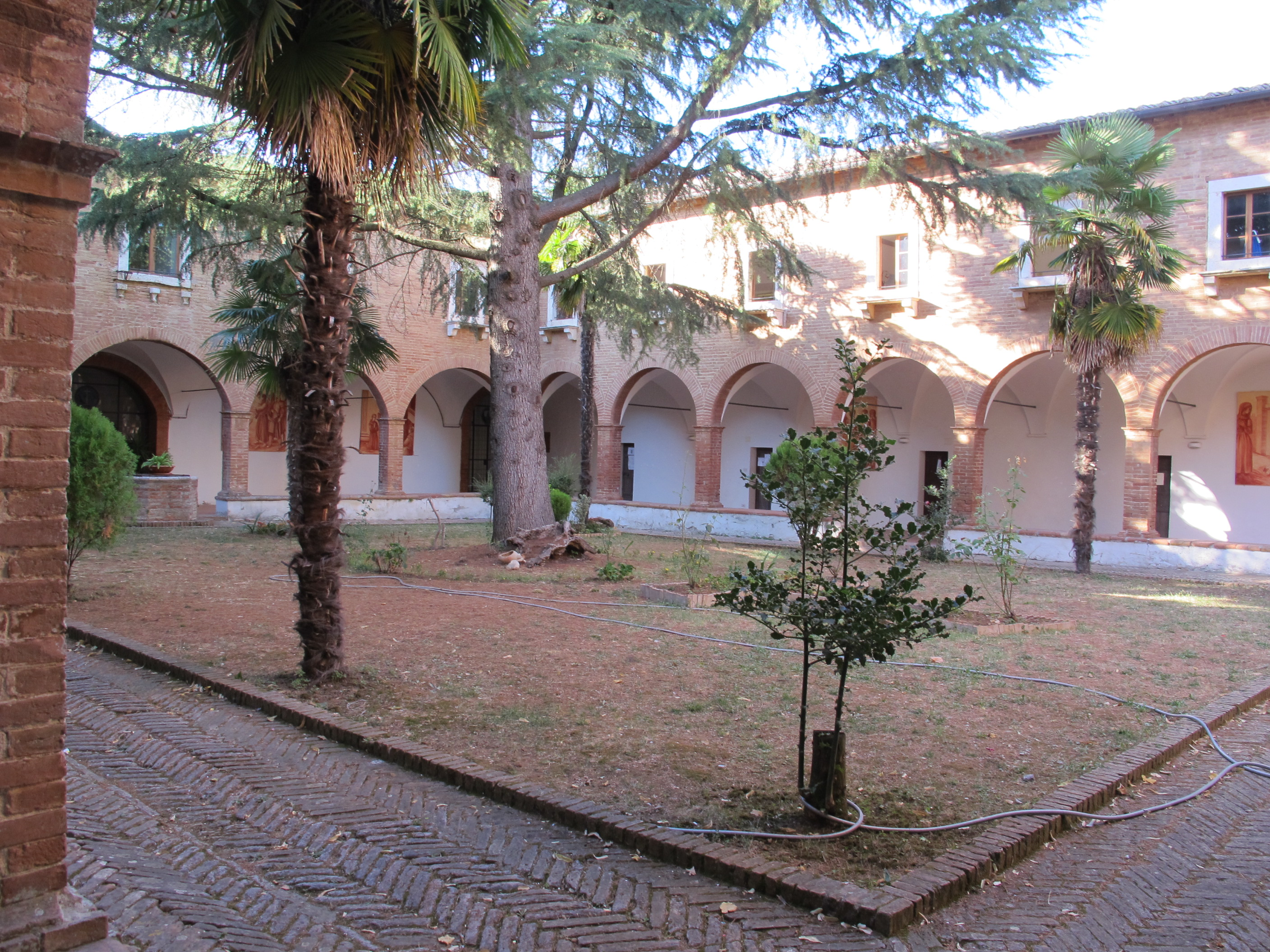
Chiostro maggiore